# Андрија Катић
Андрија Катић (Крушевац, 17. фебруар 2002) српски је фудбалски голман који тренутно наступа за Вождовац.

## Каријера
Катић је почео да брани у пионирима фудбалског клуба Прва петолетка из Трстеника, а као најмлађи члан екипе наступао је са до две године старијим дечацима. Касније је прешао у редове Јагодине, где је потом прошао више узрасних категорија и такође повремено играо са старијим генерацијама. Почетком 2018. године прикључен је првој екипи овог клуба, нашавши се на списку играча за други део сезоне 2017/18. у Првој лиги Србије, као једна од опција, уз Стефана Стојановића и Алексу Милојевића. У протоколу званичне утакмице по први пут се нашао у 22. колу такмичења, против екипе Слободе из Ужица, када је уписао и свој дебитантски наступ, ушавши у игру уместо Стефана Стојановића у 86. минуту сусрета. Утакмица је одиграна 15. априла 2018, а у тренутку уласка у игру, Катић је имао 16 година и 57 дана старости. Катић је, такође, Стојановића заменио и у наставку утакмице против Темнића у наредном колу и на голу провео нешто више од пола часа, током којих је екипа Јагодине примила два од укупно четири гола у поразу од 4:2. Након неколико утакмица на којима се није у протоколу, Катић је провео свих 90 минута на терену у последњем колу, против екипе ЧСК Пиваре из Челарева. Јагодина је утакмицу добила резултатом 3:2, док је Катић одбранио пенал Миливоју Мушикићу у првом полувремену. Средином јула 2018, фудбалски клуб Јагодина је расформиран, па је Катић постао слободан играч. Недуго затим, истог лета, Катић је приступио Бродарцу. Крајем јануара 2019, Катић је потписао трогодишњи уговор са Црвеном звездом, где се одмах затим прикључио кадетској екипи. У том тиму био је стандардни чувар мреже, а по окончању такмичарске 2018/19. Катић је са својом екипом освојио титулу шампиона државе у кадетском узрасту. Истог лета је прешао у омладинску селекцију, за коју је дебитовао у Вечитом дербију, на отварању такмичарске 2019/20. У септембру 2019, Катић се нашао на списку омладинске селекције Црвене звезде за такмичење у УЕФА Лиги младих тимова. На отварању тог такмичења, против младог тима Бајерна, Катић је сачувао мрежу Црвене звезде, па је утакмица у Минхену завршена без погодака.
У августу 2020. године, Катић је позајмљен екипи Будућности из Добановаца за такмичарску 2020/21. у Првој лиги Србије. Наредне календарске године бранио је за ИМТ, а затим је по њеном окончању напустио Црвену звезду. У јуну 2022. потписао је трогодишњи уговор са Вождовцем. У Суперлиги Србије дебитовао је на сусрету с Напретком у Крушевцу, 29. октобра исте године. Утакмица је завршена без погодака.

## Репрезентација
Лета 2018, Катић је добио позив селектора кадетске репрезентације Србије, Милана Куљића. За екипу Србије дебитовао је на пријатељском сусрету са Босном и Херцеговином, 11. септембра исте године, ушавши у игру у другом полувремену уместо Лазара Славковића, који је ту утакмицу започео као капитен. Два дана касније наступио је и у реваншу. Он је касније добио позив за први круг квалификација за Европско првенство, током којег је на све три утакмице био на клупи за резерве. Свој трећи наступ за ту селекцију, Катић је уписао у марту наредне године, такође против репрезентације Босне и Херцеговине, када је у игру ушао уместо Филипа Станковића. Крајем августа 2019, Катић се нашао на списку селектора репрезентације Србије у узрасту до 18 година старости, Игора Спасића, за две пријатељске утакмице против одговарајуће екипе Италије. Катић је наступио на другој од тих провера, одиграној 9. септембра исте године. У октобру 2019, Катић се нашао на списку селектора омладинске репрезентације, Ивана Јевића, за први круг квалификационог циклуса за Европско првенство. За омладинску селекцију дебитовао је у марту наредне године, на пријатељском сусрету са екипом Бугарске. Услед Пандемије ковида 19, елит рунда квалификација у коју се Србија пласирала потпуно је отказана, као и Првенство Европе у Северној Ирској, па је одлазак на Светско првенство за играче до 20 година омогућен најбољим селекцијама по коефицијентима за сезону 2019/20. Катић крајем октобра 2020. поново нашао на списку омладинске репрезентације, односно селектора Игора Спасића. За омладинску селекцију Катић је наступио против вршњака из Босне и Херцеговине у фебруару 2021. Селектор млађе младе репрезентације, Александар Рогић, уврстио је Катића на списак за пријатељски сусрет са Италијом у септембру 2021. Следеће године је дебитовао и за младу репрезентацију, на пријатељској утакмици са селекцијом Кипра.

## Статистика

### Клупска
Ажурирано 4. фебруара 2023.
|                                 |          |                     |    |   |   |   |   |   |   |   |    |   |  |  |
| Јагодина                        | 2017/18. | Прва лига Србије    | 3  | 0 | — | — | — | — | — | — | 3  | 0 |  |  |
|                                 |          |                     |    |   |   |   |   |   |   |   |    |   |  |  |
| Бродарац                        | 2018/19. | Српска лига Београд | 0  | 0 | — | — | — | — | — | — | 0  | 0 |  |  |
|                                 |          |                     |    |   |   |   |   |   |   |   |    |   |  |  |
| Црвена звезда                   | 2018/19. | Суперлига Србије    | 0  | 0 | 0 | 0 | — | — | — | — | 0  | 0 |  |  |
| Црвена звезда                   | 2019/20. | Суперлига Србије    | 0  | 0 | 0 | 0 | — | — | — | — | 0  | 0 |  |  |
| Црвена звезда                   | 2020/21. | Суперлига Србије    | 0  | 0 | — | — | — | — | — | — | 0  | 0 |  |  |
| Црвена звезда                   | Укупно   | Укупно              | 0  | 0 | 0 | 0 | — | — | — | — | 0  | 0 |  |  |
|                                 |          |                     |    |   |   |   |   |   |   |   |    |   |  |  |
| Будућност Добановци (позајмица) | 2020/21. | Прва лига Србије    | 15 | 0 | 0 | 0 | — | — | — | — | 15 | 0 |  |  |
|                                 |          |                     |    |   |   |   |   |   |   |   |    |   |  |  |
| ИМТ (позајмица)                 | 2020/21. | Прва лига Србије    | 15 | 0 | 1 | 0 | — | — | — | — | 16 | 0 |  |  |
| ИМТ (позајмица)                 | 2021/22. | Прва лига Србије    | 15 | 0 | 0 | 0 | — | — | — | — | 15 | 0 |  |  |
| ИМТ (позајмица)                 | Укупно   | Укупно              | 30 | 0 | 1 | 0 | — | — | — | — | 31 | 0 |  |  |
|                                 |          |                     |    |   |   |   |   |   |   |   |    |   |  |  |
| Вождовац                        | 2022/23. | Суперлига Србије    | 4  | 0 | 1 | 0 | — | — | — | — | 5  | 0 |  |  |
|                                 |          |                     |    |   |   |   |   |   |   |   |    |   |  |  |
| Каријера                        | Каријера | Каријера            | 52 | 0 | 2 | 0 | — | — | — | — | 54 | 0 |  |  |
|                                 |          |                     |    |   |   |   |   |   |   |   |    |   |  |  |

### Утакмице у дресу репрезентације
| Репрезентација Србије у узрасту до 17 година старости | Репрезентација Србије у узрасту до 17 година старости | Репрезентација Србије у узрасту до 17 година старости | Репрезентација Србије у узрасту до 17 година старости | Репрезентација Србије у узрасту до 17 година старости | Репрезентација Србије у узрасту до 17 година старости | Репрезентација Србије у узрасту до 17 година старости | Репрезентација Србије у узрасту до 17 година старости | Репрезентација Србије у узрасту до 17 година старости | Репрезентација Србије у узрасту до 17 година старости |
| #                                                     | Датум                                                 | Такмичење                                             | Локација                                              | Домаћин                                               | Резултат                                              | Гост                                                  | Гол                                                   | Реф.                                                  |                                                       |
| ----------------------------------------------------- | ----------------------------------------------------- | ----------------------------------------------------- | ----------------------------------------------------- | ----------------------------------------------------- | ----------------------------------------------------- | ----------------------------------------------------- | ----------------------------------------------------- | ----------------------------------------------------- | ----------------------------------------------------- |
| 1.                                                    | 11. септембар 2018.                                   | Пријатељска утакмица                                  | Градски стадион, Бановићи                             | Босна и Херцеговина                                   | 2 : 1                                                 | Србија                                                |                                                       | [ 30 ]                                                |                                                       |
| 2.                                                    | 13. септембар 2018.                                   | Пријатељска утакмица                                  | Градски Стадион, Сребреник                            | Босна и Херцеговина                                   | 0 : 1                                                 | Србија                                                |                                                       | [ 49 ]                                                |                                                       |
| 3.                                                    | 5. март 2019.                                         | Пријатељска утакмица                                  | Кућа фудбала, Стара Пазова                            | Србија                                                | 3 : 0                                                 | Босна и Херцеговина                                   |                                                       | [ 32 ]                                                |                                                       |
| 3                                                     | Укупан број утакмица и постигнутих погодака           | Укупан број утакмица и постигнутих погодака           | Укупан број утакмица и постигнутих погодака           | Укупан број утакмица и постигнутих погодака           | Укупан број утакмица и постигнутих погодака           | Укупан број утакмица и постигнутих погодака           | 0                                                     |                                                       |                                                       |

| Репрезентација Србије у узрасту до 18 година старости | Репрезентација Србије у узрасту до 18 година старости | Репрезентација Србије у узрасту до 18 година старости | Репрезентација Србије у узрасту до 18 година старости | Репрезентација Србије у узрасту до 18 година старости | Репрезентација Србије у узрасту до 18 година старости | Репрезентација Србије у узрасту до 18 година старости | Репрезентација Србије у узрасту до 18 година старости | Репрезентација Србије у узрасту до 18 година старости | Репрезентација Србије у узрасту до 18 година старости |
| #                                                     | Датум                                                 | Такмичење                                             | Локација                                              | Домаћин                                               | Резултат                                              | Гост                                                  | Гол                                                   | Реф.                                                  |                                                       |
| ----------------------------------------------------- | ----------------------------------------------------- | ----------------------------------------------------- | ----------------------------------------------------- | ----------------------------------------------------- | ----------------------------------------------------- | ----------------------------------------------------- | ----------------------------------------------------- | ----------------------------------------------------- | ----------------------------------------------------- |
| 1.                                                    | 9. септембар 2019.                                    | Пријатељска утакмица                                  | Стадион Три фонтане, Рим                              | Италија                                               | 0 : 0                                                 | Србија                                                | [ 34 ]                                                |                                                       |                                                       |
| 1                                                     | Укупан број утакмица и постигнутих погодака           | Укупан број утакмица и постигнутих погодака           | Укупан број утакмица и постигнутих погодака           | Укупан број утакмица и постигнутих погодака           | Укупан број утакмица и постигнутих погодака           | Укупан број утакмица и постигнутих погодака           | 0                                                     | [ 50 ]                                                |                                                       |

| Репрезентација Србије у узрасту до 19 година старости | Репрезентација Србије у узрасту до 19 година старости | Репрезентација Србије у узрасту до 19 година старости | Репрезентација Србије у узрасту до 19 година старости | Репрезентација Србије у узрасту до 19 година старости | Репрезентација Србије у узрасту до 19 година старости | Репрезентација Србије у узрасту до 19 година старости | Репрезентација Србије у узрасту до 19 година старости | Репрезентација Србије у узрасту до 19 година старости | Репрезентација Србије у узрасту до 19 година старости |
| #                                                     | Датум                                                 | Такмичење                                             | Локација                                              | Домаћин                                               | Резултат                                              | Гост                                                  | Гол                                                   | Реф.                                                  |                                                       |
| ----------------------------------------------------- | ----------------------------------------------------- | ----------------------------------------------------- | ----------------------------------------------------- | ----------------------------------------------------- | ----------------------------------------------------- | ----------------------------------------------------- | ----------------------------------------------------- | ----------------------------------------------------- | ----------------------------------------------------- |
| 1.                                                    | 12. март 2020.                                        | Пријатељска утакмица                                  | Кућа фудбала, Стара Пазова                            | Србија                                                | 2 : 0                                                 | Бугарска                                              |                                                       | [ 36 ]                                                |                                                       |
| 2.                                                    | 25. фебруар 2021.                                     | Пријатељска утакмица                                  | Кућа фудбала, Стара Пазова                            | Србија                                                | 2 : 1                                                 | Босна и Херцеговина                                   |                                                       | [ 39 ]                                                |                                                       |
| 2                                                     | Укупан број утакмица и постигнутих погодака           | Укупан број утакмица и постигнутих погодака           | Укупан број утакмица и постигнутих погодака           | Укупан број утакмица и постигнутих погодака           | Укупан број утакмица и постигнутих погодака           | Укупан број утакмица и постигнутих погодака           | 0                                                     |                                                       |                                                       |

| Репрезентација Србије у узрасту до 20 година старости | Репрезентација Србије у узрасту до 20 година старости | Репрезентација Србије у узрасту до 20 година старости | Репрезентација Србије у узрасту до 20 година старости | Репрезентација Србије у узрасту до 20 година старости | Репрезентација Србије у узрасту до 20 година старости | Репрезентација Србије у узрасту до 20 година старости | Репрезентација Србије у узрасту до 20 година старости | Репрезентација Србије у узрасту до 20 година старости | Репрезентација Србије у узрасту до 20 година старости |
| #                                                     | Датум                                                 | Такмичење                                             | Локација                                              | Домаћин                                               | Резултат                                              | Гост                                                  | Гол                                                   | Реф.                                                  |                                                       |
| ----------------------------------------------------- | ----------------------------------------------------- | ----------------------------------------------------- | ----------------------------------------------------- | ----------------------------------------------------- | ----------------------------------------------------- | ----------------------------------------------------- | ----------------------------------------------------- | ----------------------------------------------------- | ----------------------------------------------------- |
| 1.                                                    | 6. септембар 2021.                                    | Пријатељска утакмица                                  | Стадион Теофило Патини, Кастел ди Сангро              | Италија                                               | 0 : 1                                                 | Србија                                                |                                                       | [ 51 ]                                                |                                                       |
| 1                                                     | Укупан број утакмица и постигнутих погодака           | Укупан број утакмица и постигнутих погодака           | Укупан број утакмица и постигнутих погодака           | Укупан број утакмица и постигнутих погодака           | Укупан број утакмица и постигнутих погодака           | Укупан број утакмица и постигнутих погодака           | 0                                                     |                                                       |                                                       |

| Репрезентација Србије у узрасту до 21 године старости | Репрезентација Србије у узрасту до 21 године старости | Репрезентација Србије у узрасту до 21 године старости | Репрезентација Србије у узрасту до 21 године старости | Репрезентација Србије у узрасту до 21 године старости | Репрезентација Србије у узрасту до 21 године старости | Репрезентација Србије у узрасту до 21 године старости | Репрезентација Србије у узрасту до 21 године старости | Репрезентација Србије у узрасту до 21 године старости | Репрезентација Србије у узрасту до 21 године старости |
| #                                                     | Датум                                                 | Такмичење                                             | Локација                                              | Домаћин                                               | Резултат                                              | Гост                                                  | Гол                                                   | Реф.                                                  |                                                       |
| ----------------------------------------------------- | ----------------------------------------------------- | ----------------------------------------------------- | ----------------------------------------------------- | ----------------------------------------------------- | ----------------------------------------------------- | ----------------------------------------------------- | ----------------------------------------------------- | ----------------------------------------------------- | ----------------------------------------------------- |
| 1.                                                    | 20. новембар 2022.                                    | Пријатељска утакмица                                  | Никозија                                              | Кипар                                                 | 2 : 2                                                 | Србија                                                |                                                       | [ 41 ]                                                |                                                       |
| 1                                                     | Укупан број утакмица и постигнутих погодака           | Укупан број утакмица и постигнутих погодака           | Укупан број утакмица и постигнутих погодака           | Укупан број утакмица и постигнутих погодака           | Укупан број утакмица и постигнутих погодака           | Укупан број утакмица и постигнутих погодака           | 0                                                     |                                                       |                                                       |